# 列克星敦 (紐約州)
列克星敦（英語：Lexington）是一個位於美國紐約州格林縣的鎮。

## 人口
根據2020年美國人口普查的數據，列克星敦的面積為207.85平方千米，當中陸地面積為207.15平方千米，而水域面積為0.10平方千米。當地共有人口770人，而人口密度為每平方千米4人。